# Музей священных реликвий
Музей Священных Реликвий (азерб. Müqəddəs Əmanətlər Muzeyi) — музей, расположенный в мечети Бейляр в Ичеришехер. В музее, начавшем действовать в мечети после реставрации и консервации, демонстрируются образцы Корана, являющегося священной реликвией исламской религии, старинные книги различных периодов, а также образцы прикладного искусства, связанные с богослужением.

## Экспозиция
В экспозиции представлены относящиеся к различным периодам старинные издания Корана, являющегося священной реликвией Ислама. Здесь демонстрируются 73 издания Корана, 7 религиозных книг, 19 религиозных атрибутов — в общей сложности 99 экспонатов. Среди привлекающих внимание экспонатов — страницы книг, спасённых от пожара, замурованный ахундом в стену и сохраненный таким образом Коран, принадлежавший Дербентской мечети, а также представленные здесь разделы Корана. Священные реликвии, собранные в различных регионах Азербайджана, обнаружены в подвергшихся пожару библиотеках и частных имениях.

## История
Открыт в 2016 году после реставрации мечети Бейляр.